# Malbrán
Malbrán es una localidad argentina en la provincia de Santiago del Estero, a 267 km de la capital provincial, en el departamento Aguirre. Es una Comisión municipal.
Actualmente es la segunda localidad de mayor población del departamento Aguirre 01.500 hab. Censo 2022). Se ubica a tan solo 32 km aproximadamente de la vecina ciudad de Pinto, (cabecera del departamento) donde se concentra la actividad comercial y además el sistema bancario.

## Ubicación
Es atravesada por la importantísima RN 34, por varios caminos y rutas pavimentadas, uniendo ciudades como Bandera, cabecera del Departamento Belgrano y no pavimentadas (ripio), como Villa Unión (departamento Mitre).
El casco urbano es dividido en dos partes por el Ferrocarril General Mitre, por el cual pasan constantemente trenes mineros, cerealeros y pasajeros, que llevan gran parte de la producción del noroeste argentino hacia el puerto de Rosario.

## Población
Cuenta con 1,098 habitantes (Indec, 2010), lo que representa un incremento del 21,3% frente a los 905 habitantes (Indec, 2001) del censo anterior.
| Gráfica de evolución demográfica de Malbrán entre 1991 y 2010 |
|                                                               |
| Fuente: Censos nacionales del INDEC                           |

## Educación
Posee un jardín municipal, una escuela primaria pública, un jardín provincial y una escuela de nivel medio pública de orientación agrotecnica. También existe un centro de capacitación laboral. En las instalaciones de la estación de trenes funciona una biblioteca popular.
Por otra parte recientemente se inauguró el nuevo centro experimental del INTA, además del existente local de Senasa.
En salud cuenta con una sala de primeros auxilios la cual es de mucha ayuda para los pobladores rurales que viven alrededor del pueblo.
La actividad económica regional es agrícola-ganadera, dedicada a la cría de animales como cabritos, vacas, cerdos y cultivo de soja y sorgo.

## Sismicidad
La sismicidad del área de Santiago del Estero es frecuente y de intensidad baja, y un silencio sísmico de terremotos medios a graves cada 40 años.
El 4 de julio de 1817 (207 años), sismo de 1817 de 7,0 Richter, con máximos daños reportados al centro y norte de la provincia, donde se desplomaron casas y se produjo agrietamiento del suelo, los temblores duraron alrededor de una semana. Se estimó una intensidad de VIII grados Mercalli. Hubo licuefacción con grandes cantidades de arena en las fisuras de hasta 1 m de ancho y más de 2 m de profundidad. En algunas de las casas sobre esas fisuras, el terreno quedó cubierto de más de 1 dm de arena.
Aunque la actividad geológica ocurre desde épocas prehistóricas, el sismo del 20 de marzo de 1861 señaló un hito importante dentro de la historia de eventos sísmicos argentinos ya que fue el más fuerte registrado y documentado en el país. A partir del mismo la política de los sucesivos gobiernos provinciales y municipales han ido extremando cuidados y restringiendo los códigos de construcción. Pero solo con el terremoto de San Juan de 1944 del 15 de enero de 1944 (81 años) los Estados provinciales tomaron real estado de la gravedad sísmica de la región.